# 小説宝石新人賞
小説宝石新人賞（しょうせつほうせきしんじんしょう）は、光文社発行の小説誌『小説宝石』が主催する公募型の新人文学賞である。2007年から実施されている。作品のジャンルは問わず、400字詰め原稿用紙換算で50枚から100枚の短編を募集している。受賞作は『小説宝石』に掲載され、受賞者には賞金50万円が授与される。最終選考の様子を対談として、『小説宝石』内に掲載している。第11回の実施をもって休止となる。『小説宝石』主催の賞には他に、エンタテインメント小説大賞（1978年 - 1987年）がある。

## 受賞作一覧
年は発表年。特記がなければ、初刊は光文社、文庫は光文社文庫刊。
| 回（年）         | 応募数 | 賞         | 受賞作                         | 著者         | 初刊       | 文庫化     |
| ---------------- | ------ | ---------- | ------------------------------ | ------------ | ---------- | ---------- |
| 第1回（2007年）  | 1265編 | 受賞       | 「草葉の陰で見つけたもの」     | 大田十折     | 2008年6月  |            |
| 第2回（2008年）  | 1291編 | 受賞       | 「素見」                       | 中島要       | 2011年6月  | 2014年5月  |
| 第3回（2009年）  | 1150編 | 受賞       | 「梅と鶯」                     | 折口真喜子   | 2012年10月 | 2017年2月  |
| 第3回（2009年）  | 1150編 | 受賞       | 「父と私と結婚と」             | 渡辺淳子     | 2011年4月  | 2014年4月  |
| 第4回（2010年）  | 1297編 | 受賞       | 「アッティラ！」               | 籾山市太郎   | 2011年11月 | 2015年1月  |
| 第5回（2011年）  | 1198編 | 受賞       | 「じゅうごの夜」               | 佐久間直樹   |            |            |
| 第6回（2012年）  | 1179編 | 受賞       | 「雨宿り」                     | 宮本紀子     | 2014年3月  | 2017年8月  |
| 第7回（2013年）  | 998編  | 受賞       | 「敬語で旅する四人の男」       | 麻宮ゆり子   | 2014年7月  | 2016年11月 |
| 第8回（2014年）  | 911編  | 受賞作なし | 受賞作なし                     | 受賞作なし   | 受賞作なし | 受賞作なし |
| 第8回（2014年）  | 911編  | 優秀作     | 「カプセルフィッシュ」         | 大西智子     | 2015年9月  |            |
| 第9回（2015年）  | 948編  | 受賞       | 「ふざけろよ」                 | くぼ田あずさ |            |            |
| 第10回（2016年） | 973編  | 受賞       | 「ぞぞのむこ」                 | 井上宮       |            |            |
| 第11回（2017年） | 999編  | 受賞       | 「ウミガメみたいに飛んでみな」 | 木村椅子     |            |            |
| 第11回（2017年） | 999編  | 受賞       | 「ユズとレモン、だけどライム」 | 本山聖子     |            |            |

## 歴代選考委員
- 第1,2回 - 奥田英朗、角田光代
- 第3回 - 角田光代、藤沢周
- 第4,5回 - 藤沢周、三浦しをん
- 第6回 - 三浦しをん、朱川湊人
- 第7,8回 - 朱川湊人、唯川恵
- 第9,10回 - 唯川恵、山本一力
- 第11回 - 山本一力、恩田陸